# Arrondissement de Meaux
L'arrondissement de Meaux est une division administrative française, située dans le département de Seine-et-Marne et la région Île-de-France.

## Historique
Au 1er janvier 2020, les communes d'Esbly, Montry et Saint-Germain-sur-Morin quittent l'arrondissement de Meaux et intègrent l'arrondissement de Torcy.

## Composition

### Composition avant 2015

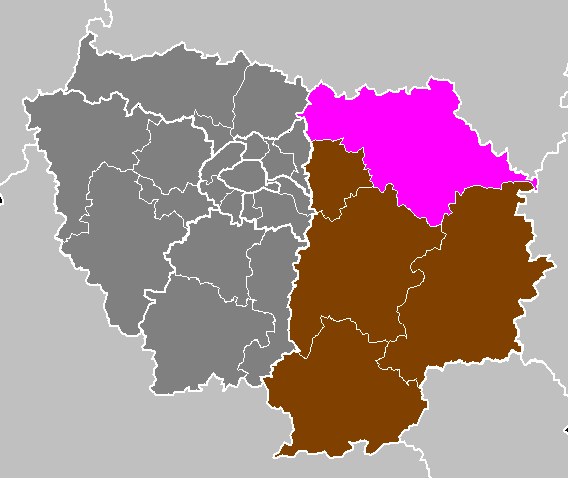
Localisation de l'arrondissement avant 2015.

Liste des 9 cantons de l'arrondissement de Meaux :
- canton de Coulommiers
- canton de Crécy-la-Chapelle
- canton de Dammartin-en-Goële
- canton de la Ferté-sous-Jouarre
- canton de Lizy-sur-Ourcq
- canton de Meaux-Nord
- canton de Meaux-Sud
- canton de Mitry-Mory
- canton de Villeparisis

### Découpage communal depuis 2015
Depuis 2015, le nombre de communes des arrondissements varie chaque année soit du fait du redécoupage cantonal de 2014 qui a conduit à l'ajustement de périmètres de certains arrondissements, soit à la suite de la création de communes nouvelles. Le nombre de communes de l'arrondissement de Meaux est ainsi de 128 en 2015, 128 en 2016, 143 en 2017 et 139 en 2020.
Au 1er janvier 2024, l'arrondissement groupe les 139 communes suivantes :
1. Amillis
2. Annet-sur-Marne
3. Armentières-en-Brie
4. Aulnoy
5. Barcy
6. Bassevelle
7. Beautheil-Saints
8. Boissy-le-Châtel
9. Bouleurs
10. Boutigny
11. Bussières
12. La Celle-sur-Morin
13. Chailly-en-Brie
14. Chambry
15. Chamigny
16. Changis-sur-Marne
17. Charmentray
18. Charny
19. Chauconin-Neufmontiers
20. Chauffry
21. Chevru
22. Citry
23. Claye-Souilly
24. Cocherel
25. Compans
26. Condé-Sainte-Libiaire
27. Congis-sur-Thérouanne
28. Couilly-Pont-aux-Dames
29. Coulombs-en-Valois
30. Coulommes
31. Coulommiers
32. Coutevroult
33. Crécy-la-Chapelle
34. Crégy-lès-Meaux
35. Crouy-sur-Ourcq
36. Cuisy
37. Dagny
38. Dammartin-en-Goële
39. Dammartin-sur-Tigeaux
40. Dhuisy
41. Douy-la-Ramée
42. Étrépilly
43. Faremoutiers
44. La Ferté-sous-Jouarre
45. Forfry
46. Fresnes-sur-Marne
47. Fublaines
48. Germigny-l'Évêque
49. Germigny-sous-Coulombs
50. Gesvres-le-Chapitre
51. Giremoutiers
52. Gressy
53. Guérard
54. Hautefeuille
55. La Haute-Maison
56. Isles-les-Meldeuses
57. Isles-lès-Villenoy
58. Iverny
59. Jaignes
60. Jouarre
61. Juilly
62. Lizy-sur-Ourcq
63. Longperrier
64. Luzancy
65. Maisoncelles-en-Brie
66. Marchémoret
67. Marcilly
68. Mareuil-lès-Meaux
69. Marolles-en-Brie
70. Mary-sur-Marne
71. Mauperthuis
72. Mauregard
73. May-en-Multien
74. Meaux
75. Méry-sur-Marne
76. Le Mesnil-Amelot
77. Messy
78. Mitry-Mory
79. Montceaux-lès-Meaux
80. Montgé-en-Goële
81. Monthyon
82. Mouroux
83. Moussy-le-Neuf
84. Moussy-le-Vieux
85. Nanteuil-lès-Meaux
86. Nanteuil-sur-Marne
87. Nantouillet
88. Ocquerre
89. Oissery
90. Othis
91. Penchard
92. Pézarches
93. Pierre-Levée
94. Le Pin
95. Le Plessis-aux-Bois
96. Le Plessis-l'Évêque
97. Le Plessis-Placy
98. Poincy
99. Pommeuse
100. Précy-sur-Marne
101. Puisieux
102. Quincy-Voisins
103. Reuil-en-Brie
104. Rouvres
105. Saâcy-sur-Marne
106. Saint-Augustin
107. Sainte-Aulde
108. Saint-Fiacre
109. Saint-Jean-les-Deux-Jumeaux
110. Saint-Mard
111. Saint-Mesmes
112. Saint-Pathus
113. Saint-Soupplets
114. Sammeron
115. Sancy
116. Sept-Sorts
117. Signy-Signets
118. Tancrou
119. Thieux
120. Tigeaux
121. Touquin
122. Trilbardou
123. Trilport
124. Trocy-en-Multien
125. Ussy-sur-Marne
126. Varreddes
127. Vaucourtois
128. Vendrest
129. Vignely
130. Villemareuil
131. Villeneuve-sous-Dammartin
132. Villenoy
133. Villeparisis
134. Villeroy
135. Villevaudé
136. Villiers-sur-Morin
137. Vinantes
138. Vincy-Manœuvre
139. Voulangis

## Démographie
En 2022, l'arrondissement comptait 346 066 habitants.
| 1968    | 1975    | 1982    | 1990    | 1999    | 2006    | 2011    | 2016    | 2021    |
| ------- | ------- | ------- | ------- | ------- | ------- | ------- | ------- | ------- |
| 127 348 | 163 067 | 183 991 | 220 593 | 246 103 | 262 079 | 147 841 | 343 169 | 342 766 |

| 2022    | - | - | - | - | - | - | - | - |
| ------- | - | - | - | - | - | - | - | - |
| 346 066 | - | - | - | - | - | - | - | - |

## Sous-préfets
| Période           | Période          | Identité                      | Fonction précédente                            | Observation |
| ----------------- | ---------------- | ----------------------------- | ---------------------------------------------- | --- |
|                   |                  |                               |                                                | |
| 4 avril 1881      |                  | Paul Deschanel                | Sous-préfet de l’arrondissement de Brest       | Démission en vue des législatives de 1881 Ultérieurement : président de la Chambre des députés ; président de la République française. |
|                   |                  |                               |                                                | |
| 26 août 1959      |                  | Charles André                 |                                                | |
| 13 janvier 1967   |                  | Jean Chaussade                |                                                | |
| 6 mars 1972       |                  | Michel Lhuillier              |                                                | |
| 26 juin 1978      |                  | François Leblond              |                                                | |
| 2 août 1982       |                  | Jean-François Di Chiara       |                                                | |
| 1er février 1988  |                  | Jean-Pierre Musso             |                                                | |
| 2 septembre 1993  | 7 décembre 1995  | Jacques Gérault               |                                                | |
| 12 février 1996   | 13 octobre 1999  | Marc-André Ganibenq           |                                                | |
| 28 octobre 1999   | 9 juillet 2004   | Pascal Bresson                |                                                | |
| 16 septembre 2004 | 1er janvier 2008 | Bruno Delsol                  |                                                | |
| 17 janvier 2008   | 16 mai 2008      | François Peny                 |                                                | |
| 19 juin 2008      | 23 octobre 2010  | Jean-Pierre Cazenave-Lacrouts |                                                | |
| 11 février 2011   | 4 avril 2016     | Jean-Noël Humbert             |                                                | |
| 25 avril 2016     |                  | Gérard Péhaut                 |                                                | |

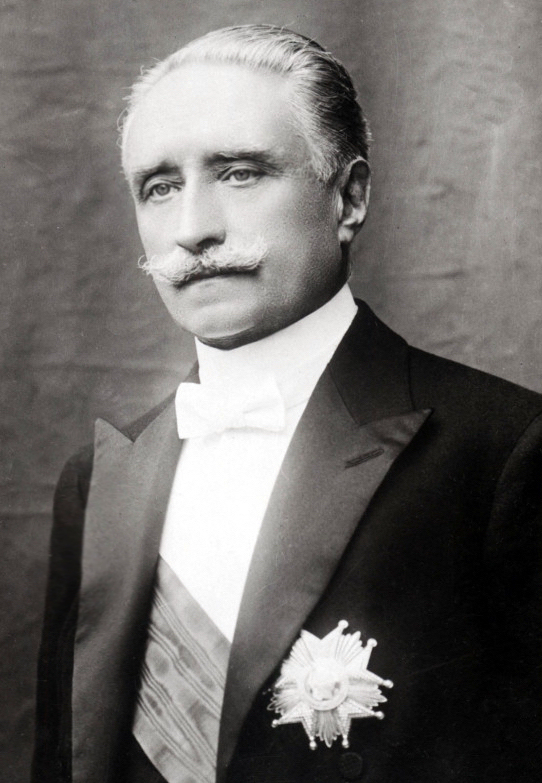
Paul Deschanel, sous-préfet de l’arrondissement de Meaux en 1881, élu président de la République en 1920.

| 8 novembre 2024   | En cours         | Sabry Hani                    | Secrétaire général de la préfecture de Mayotte | |